# Phyprosopus contenta
Phyprosopus contenta là một loài bướm đêm trong họ Erebidae.